# John Tjaarda
Johan „Jan“ Tjaarda (4. února 1897 Arnhem, Nizozemsko – 1962, Kalifornie, USA), později známý jako John Tjaarda van Sterkenburg, byl nizozemský produktový a automobilový designér, od 26 let žijící v USA a pracující hlavně pro americké automobilky, navrhoval však i design mnoha jiných výrobků, např. širokou škálu spotřebičů pro domácnosti. V mládí byl též pilotem v nizozemském letectvu. 

## Život a kariéra
Tjaarda se narodil v roce 1897 v Arnhemu  v Nizozemsku jako syn Henriette Elisabeth Thiemeové a lékaře Johannese Jana Tjaardy. Johan Tjaarda se vyučil leteckému designu ve Spojeném království a později sloužil jako pilot (v Nizozemském královském letectvu). 

### Emigrace do USA
Po emigraci do Spojených států v roce 1923 si změnil jméno na John a pracoval v karosárně v Hollywoodu, která vyráběla karosérie dle individuálních přání zákazníků. Kolem roku 1926 byl Tjaarda najat k navrhování karoserií u karosárny Locke and Company. 
Nejznámějším z jeho návrhů pro tuto společnost byl dvoudveřový phaeton Touralette, který Tjaarda navrhl již dříve pro sebe a který později Chrysler nabízel jako jednu z karosářských verzí na podvozku L-80 Imperial v letech 1927–1928. Tjaarda také nějakou dobu pracoval pro General Motors v původní Art and Colour Section pod vedením slavného designéra Harleyho Earla.

### Briggs Dream Car
Dále pracoval na sérii návrhů zjednodušených monokoků, známých jako „Sterkenburg series“, než nastoupil do Briggs Manufacturing Company jako šéf designu karoserií. Zde navrhl studii vozu pro společnost Ford Motor Company, která byla prezentována na výstavě Century of Progress Exhibition (v češtině známější pod názvem Světová výstava 1933), která se konala v letech 1933–1934 v Chicagu. 
Tento vůz, známý pod názvem „Briggs Dream Car“, byl zjednodušenou konstrukcí s motorem vzadu a vycházel z jeho předchozích prací. Tento návrh byl později přepracovaný na vůz s motorem vpředu a rozpracován do modelu Lincoln-Zephyr z roku 1936 a dále upravován pro modelové řady a různé karosářské verze v následujících letech.

### Lincoln-Zephyr
Lincoln-Zephyr byla řada luxusních vozů, vyráběných v letech 1936 až 1942 automobilkou Lincoln Motor Company, což je dceřiná společnost amerického koncernu Ford, která se zaměřuje právě na automobily vyšší třídy a luxusní vozy. Design tohoto vozu odvozený z konceptu Briggs je autorovým nejznámějším dílem. 
Jméno Lincoln-Zephyr vymyslel Edsel Ford, jediné dítě Henryho Forda a v letech 1919–1943 ředitel společnost Ford Motor Company. Název „Zephyr“ byl odvozen od slova Zephyrus, což byl v řecké mytologii bůh západních větrů. To bylo v souladu s designem auta, které bylo na svou dobu mimořádně moderní, mělo nízké čelní sklo, integrované blatníky a aerodynamický design. 
V návrhu se projevilo, že Tjaarda byl fascinován letadly, v mládí původně studoval letecký design a pracoval jako pilot. Vůz měl na svou dobu velmi dobrý součinitel odporu vzduchu, lepší než konkurenční Chrysler Airflow. Výroba Lincoln-Zephyr byla ukončena v roce 1942, ale ne proto, že by o vůz nebyl zájem. Šlo o rozhodnutí vlády a všechny automobilky musely kompletně přejít na válečnou výrobu. 
Vůz byl naopak i komerčně velmi úspěšný: jen v roce 1936 se prodalo přes 17 000 vozů, v následujícím roce přes 25 000, což byl pro Lincoln jako výrobce luxusních aut rekord. Cena dvoudveřového sedanu ve standardní výbavě v roce 1936 byla 1275 USD a čtyřdveřového sedanu 1320 USD, což v roce 2022 odpovídá 26 888 USD, resp. 27 837 USD.
K obnovení výroby došlo v roce 1945, ale z neznámých důvodů se vozy jmenovaly jen Lincoln, doplněno o karosářskou verzi, např. Lincoln sedan nebo Lincoln coupe. Pro lepší odlišení se výroba z let 1945–1948 v odborné literatuře označuje jako „H série“, ale v praxi se toto označení nepoužívalo. Název Zephyr už nebyl ani později u Lincolnu využit, „recyklován“ byl jen v rámci celého koncernu Ford a to výhradně pro auta vyráběná ve Spojeném království. Označení Ford Zephyr bylo použito pro zcela nepříbuzný automobil, který se ve čtyřech různých generacích vyráběl v letech 1950–1972.  

### Graham Hollywood

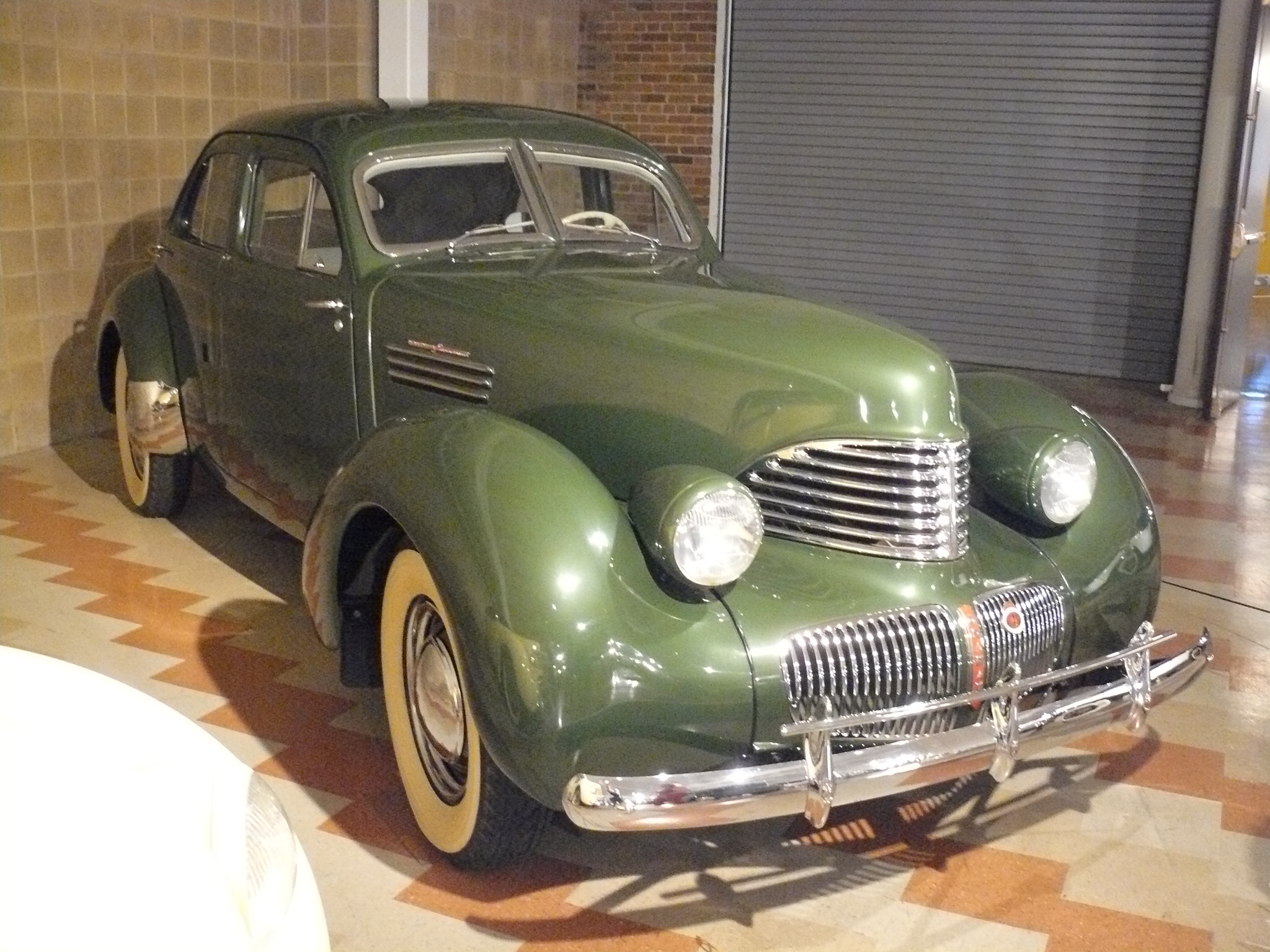
1941 Graham Hollywood Supercharged: upravená karosérie

Z dalších návrhů Johnyho Tjaardy lze zmínit úpravu karosérie vozu Cord 810/812 (kterou původně navrhl Gordon Buehrig) pro vůz Graham Hollywood. Na základě dohody s automobilkou Hup Motor Co. byly v továrně Graham-Paige souběžně vyráběny jak vůz Graham-Hollywood, tak (až na motor) téměř shodný Hupmobile Skylark. 
Úprava designu karosérie pro Graham-Hollywood zahrnovala zejména odlišnou přední část kapoty, blatníky či světlomety a také změny dané odlišnou koncepcí pohonu. Vozy Cord byly první americké automobily s pohonem předních kol, ale Graham-Hollywood i Hupmobile Skylark používaly tzv. klasickou koncepci, tedy pohon zadních kol. 

### Design jiných výrobků
Tjaarda byl také držitelem několika patentů. Někteří automobiloví historici tvrdí, že Ferdinand Porsche byl ovlivněn Tjaardovými ranými pracemi a že některé Tjaardovy koncepty byly začleněny do návrhu vozu Volkswagen Brouk. I když se věnoval hlavně designu automobilů, zabýval se i mnoha jinými obory, např. v roce 1934 Tjaarda navrhl pro společnost Briggs mimo jiné také celou výstavu „Kuchyně zítřka“. 

### Syn Tom Tjaarda
Tjaardův syn Tom Tjaarda se stal rovněž automobilovým designérem. Tom Tjaarda se narodil „ve městě automobilů“, v Detroitu. V roce 1958 na základě své diplomové práce získal stáž v prestižním italském designérském studiu a karosárně Ghia. Odjel proto do Turína, nakonec zde zůstal po celý život a téměř celou kariéru tak navrhoval především italské automobily, i když pracoval také např. pro Ford nebo Saab. Spektrum jeho návrhů je velmi široké: zahrnuje jak luxusní (super) sportovní vozy (např. Ferrari 365 California, De Tomaso Pantera či Aston Martin Lagonda Coupé), tak masově vyráběná auta jako Fiat 124 Sport Spider (1966), první generaci vozů Ford Fiesta (1976) nebo vybrané verze Saab 900 (v roce 1992). Za svou práci získal řadu ocenění.